# Metlojane
Metlojane is een dorp in het district Southern in Botswana. De plaats telt 726 inwoners (2011).